# Ingruentium malorum
Ingruentium malorum ist eine Enzyklika von Papst Pius XII., in der er das Rosenkranzgebet in der Not jener Zeit um 1950 beschreibt. Er nutzt das Erscheinungsdatum 15. September 1951, um auf den Rosenkranzmonat Oktober hinzuweisen.
Pius XII. legt den Schwerpunkt seiner Enzyklika auf die Familien, die den Rosenkranz in der Gemeinschaft der Familie beten sollen. Gerade in den Familien werde das verbindende Gebet im christlichen Heim zur Gemeinsamkeit mit der Gottesmutter Maria führen. 
Der Rosenkranz solle wieder als öffentliches Gebet dienen, denn nicht mit Gewalt und Waffen, sondern mit der Hilfe Gottes und diesem Gebet werde den Gegnern die Stirn geboten. Ausdrücklich propagiert er Gewaltlosigkeit und setzt der Gewalt das Gebet des Rosenkranzes entgegen, gerade dieses Gebet biete in dieser Zeit der Not, er spricht von Gefangenen und Verschleppten, ein hilfreiches Mittel zur Überwindung der Gewalttätigkeit.
Zur Zeitgeschichte: Am 25. Juni 1950 war der Koreakrieg ausgebrochen und ein neuer Krisenherd zeichnete sich in Indochina ab.